# 余红艺
余红艺（1958年10月—），浙江宁波人，1976年1月参加工作，1990年12月加入中国共产党，浙江大学研究生学历，工商管理硕士学位，2014年4月至2017年2月担任宁波市委副书记、市政法委书记。2017年4月起任宁波市十五届人大常委会主任，主持市人大常委会的全面工作，分管市人大常委会办公厅、研究室的工作。

## 简历
历任宁波市电子仪表局技改处副处级调研员，外经处副处级调研员、副处长、处长；宁波设备招标中心总经理兼宁波国际经济合作公司保税区经贸分公司经理；宁波市电子仪表工业公司副经理、党委委员，经理、党委书记；宁波电子信息集团有限公司董事长、总经理、党委书记；中国普天宁波电子信息集团有限公司副董事长、总经理、党委书记；宁波市副市长、市政府党组成员；宁波市委常委、副市长、市政府党组成员；宁波市委常委、宣传部部长；宁波市委副书记、政法委书记、市法学会会长；宁波市人大常委会党组书记、市法学会会长等职务；十三届宁波市委委员。
2018年2月24日，当选为第十三届全国人大代表。